# LGV Nord
LN 3, Ligne Nouvelle 3 (Nowa Linia nr. 3), także LGV Nord lub LGV Nord-Europe – francuska linia kolejowa dużych prędkości (LGV), łącząca Paryż z Lille oraz Brukselą i, poprzez Eurotunel, z Londynem.

## Dane o linii
- Rok oddania do eksploatacji: 1993
- Długość linii: 320 km.
  - Punkt początkowy: Gonesse, ok. 20 km, na północ od Paryża, połączenie z linią Paris-Nord – Creil – Amiens – Boulogne-sur-Mer,
  - Punkt końcowy: Fréthun, ok. 10 km na południe od Calais, połączenie z linią Calais – Boulogne-Sur-Mer oraz wjazd do Eurotunelu.
  - Odgałęzienia:
    - w Chennevières-lès-Louvres, ok. 25 km na północny zachód od Paryża, połączenie z linią LGV Interconnexion,
    - w Croisilles połączenie z linią Amiens – Arras (5 km),
    - w Fampoux, ok. 6 km na zachód od Arras, połączenie z linią Arras – Douai – Valenciennes,
    - w Lesquin, ok. 10 km na południe od Lille, połączenie z belgijską linią wysokich prędkości HSL 1 (12 km).
    - w Lille, na zachodniej granicy miasta, połączenie z dworcem Lille-Flandres,
    - w Oxelaëre, na północ od Hazebrouck, połączenie z linią Arras – Lens – Dunkierka,
- Dworce:
  - TGV Haute-Picardie, na skrzyżowaniu autostrad A 1 i A 29, pomiędzy miastami Amiens i Saint-Quentin,
  - Lille-Europe w centrum metropolii Lille,
  - Calais-Fréthun, ok. 10 km na południe od Calais, dworzec posiada wspólny z linią Calais – Boulogne-sur-Mer.
- System sygnalizacji: TVM 430.
- Prędkość drogowa: 300 km/h.

## Pociągi

### Pociągi TGV
Na linii LGV Nord można spotkać następujące pociągi TGV:
- TGV Réseau,
- TGV Thalys PBA i PBKA,
- TGV Eurostar,

Niektóre pociągi są ponadto obsługiwane przez jednostki:
- TGV Duplex
- TGV Atlantique
- TGV Sud-Est

### Relacje
- z Paryża, dworzec Gare du Nord:
  - Lille:
    - do dworca Lille-Flandres: czas jazdy 1:04,
    - do dworca Lille-Europe: 1:01,

  - do Arras: 0:50,
    - do Douai 1:10,
      - do Valenciennes: 1:45,
      - do Lens: 1:05,
        - do Dunkierki: 1:05,

  - do Calais: 1:25,
    - do Boulogne-sur-Mer: 1:58,

  - do Brukseli: 1:25 (Thalys),
    - do Antwerpii: 2:10,
      - do Rotterdamu: 3:10,
        - do Amsterdamu: 4:10,

    - do Liège: 2:27,
      - do Kolonii: 3:55.

  - do Ashford: 1:57 (Eurostar),
    - do Londynu: 2:35,
- pozostałe relacje:
  - Lille – Bruksela: 0:39,
  - Bruksela – Londyn: 2:00,
  - Lille – Londyn: 1:40
  - Lille – Port lotniczy Paryż-Roissy-Charles de Gaulle: 0:52,
  - Lille – Lyon: 2:55,
    - Lille – Marsylia: 4:29.

  - Oraz kilkadziesiąt innych relacji Bruksela/Lille – południe Francji.

## Historia
Budowa linii nieodłącznie związana jest z podjęciem budowy Eurotunelu. Przebieg linii ustalono, dając priorytet połączeniom Bruksela – Londyn i Lille – Londyn, co wymusiło budowę linii między Paryżem a Lille po jak najkrótszej trasie. Zdecydowano się na budowę nowej linii wzdłuż autostrady A 1, co spowodowało, że na odcinku 250 km nie przebiega ona w pobliżu żadnego większego miasta. Z takiego obrotu spraw niezadowoleni byli szczególnie mieszkańcy miasta Amiens, którzy organizowali, bez powodzenia, liczne kampanie i protesty mające wymusić zmianę planowanego przebiegu LGV Nord.
Budowa linii dała impuls do rozwoju metropolii Lille i całemu regionowi Nord, który przeżywał wtedy kłopoty związane z upadkiem przemysłu górniczego. Stała się też zalążkiem europejskiej sieci szybkiej kolei, łącząc aglomeracje Amsterdamu, Brukseli, Londynu i Paryża.